# Alan Fitzcount
Alan Fitzcount (auch Alan, son of the earl; † um 1284) war ein schottischer Adliger und Pirat.

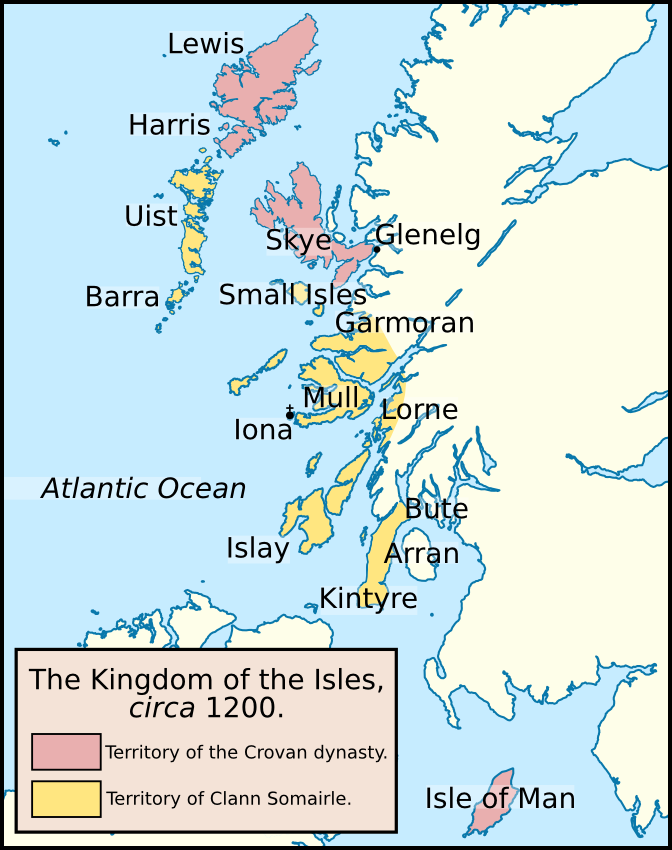
Das Gebiet der irischen See im 13. Jahrhundert, wo Alan Fitzcount als Pirat tätig war

Alan Fitzcount war ein unehelicher Sohn von Thomas, Earl of Atholl. Nach dem Tod seines Vaters 1231 erbte Alans Halbbruder Patrick die Besitzungen ihres Vaters und den Titel Earl of Atholl. 1242 wurde Patrick jedoch ermordet. Für die Tat wurden Walter Bisset und seine Familie verantwortlich gemacht, und obwohl Bisset seine Unschuld beteuerte, musste er ins Exil gehen. Alan Fitzcount war aber mit diesem Urteil von König Alexander II. nicht einverstanden. Er begann eine Fehde gegen die Familie Bisset, um den Tod seines Halbbruders zu rächen. 1243 führte er einen Angriff auf die Besitzungen von John Bisset, einem Bruder von Walter Bisset im nordirischen Ulster. Um 1248 griff Alan Besitzungen von Walter Bisset im nordirischen  Antrim an. Wenig später, etwa Anfang 1249, griff Alan Dunaverdun Castle an. Welche Burg damit gemeint war, ist ungeklärt. Möglicherweise handelte es sich um Doonavernon in Antrim, vielleicht aber auch um Dunaverty auf der westschottischen Halbinsel Kintyre. Alan soll die Burg erobert und die Umgebung geplündert haben. Mehrere Gefolgsleute von Bisset wurden getötet, John Bisset selbst geriet möglicherweise in Gefangenschaft. Möglicherweise fand die Eroberung im Rahmen der häufigen Kämpfe zwischen den Seelords aus dem unter norwegischer Oberhoheit stehenden Königreich der Inseln und den Kleinkönigreichen der Ui Neill und den Ui Domnaill in Ulster. Alans Überfälle auf irische Gebiete, die unter der Hoheit des englischen Königs Heinrich III. standen, führten zu weiteren Spannungen zwischen diesem und dem schottischen König. Als sich auch John Bisset bei Heinrich III. über den Angriff eines schottischen Piraten beklagte, forderte der englische König die Auslieferung von Alan Fitzcount. Daraufhin distanzierte sich Alexander II. von Alan und bezeichnete ihn als Piraten, der in der Irischen See zwischen Irland, Schottland und dem Königreich der Inseln sein Unwesen trieb. Dennoch ging er nicht aktiv gegen Alan vor. 1252 wurde Alan schließlich vom englischen König begnadigt. Während der Herrschaft des schottischen Königs Alexander III. stieg er zu einem geachteten und einflussreichen Landbesitzer im südwestschottischen Galloway auf. 1275 war er einer der Führer der Armee, die im Auftrag des schottischen Königs die Rebellion von Godred auf der Isle of Man niederschlug. Bei seinem Tod hinterließ er einen beträchtlichen Besitz.